# Michelle Alexander (abogada)
Michelle Alexander (7 de octubre de 1967 (57 años)) es una abogada, profesora de leyes en la Universidad Estatal de Ohio, escritora y defensora de los derechos humanos estadounidense. Es conocida por el libro "The New Jim Crow Mass Incarceration in the Age of Colorblindness", 2010.

## Comienzo
Michelle Alexander nació en 1967. Es hija de Sandra Alexander, originaria de Ashland, Oregon, y de John Alexander, de Evanston, Illinois. Su madre fue vicepresidenta senior del ComNet Grupo de Marketing en Medford, Oregón, el cual recolecta donaciones para organizaciones de caridad. Su hermana más joven, Leslie Alexander, es profesora de estudios africanos-americanos en la Universidad Estatal de Ohio y autora de "African or American?": Black Identity and Political Activism in New York City, 1784-1861.
Alexander se graduó por la Universidad Vanderbilt, donde recibió el Truman Scholarship. Y, se recibió en leyes en Stanford Law School.

## Carrera
Alexander sirvió por varios años, como directora del Proyecto de Justicia Racial en la Unión Estadounidense por las Libertades Civiles (ACLU) de California, la cual encabezó una campaña nacional contra los "perfiles raciales" por la aplicación de ley. Alexander dirigió la Clínica de Derechos Civil en Stanford para la Escuela de Leyes; y, fue empleada abogada para el Juez Harry Blackmun en la Corte Suprema de los Estados Unidos y para el juez Abner Mikva en la Corte de Apelaciones del Circuito D.C. asociado con Saperstein, Goldstein, Demchak & Baller,  especializándose en acciones de demandantes  alegando discriminación por raza.
Alexander hoy es funcionaria de la Junta en el Instituto Kirwan para el Estudio de Carrera y Etnicidad y en el Moritz College de Leyes en la Ohio State.
Alexander ha litigado contra la discriminación de acción de clase; y trabajó en numerosos casos criminales en asuntos de reforma de justicia. En 2005, fue galardonada con una membresía y beca Soros de Justicia de la Open Society Institute

### The New Jim Crow
En 2010, Alexander publicó su primer libro "The New Jim Crow: Massa Incarceration in the age of Colorblindness". En él argumenta que la discriminación sistemática racial en EE. UU. se resume en el Movimiento por los Derechos Civiles; y se reanuda en la guerra de drogas; y, en otras políticas gubernamentales; y, está teniendo devastadoras consecuencias sociales. Considera el alcance e impacto de la aplicación de las leyes actuales, actividad legal y penal para ser comparable con aquel de las Leyes Jim Crow, de los siglos 19 y 20. Su libro se concentra en las encarcelaciones masivas de sujetos afroestadounidenses.
En "The New Jim Crow", Alexander argumenta que las encarcelaciones en masa, como sistema de control racial en una manera similar a cómo las Leyes Jim Crow una vez operaron. Alexander escribe, “La raza juega un papel importante, de hecho, una definición del papel - en el sistema actual, pero no a causa de lo que comúnmente se entiende como pasado de moda, la intolerancia hostil. Este sistema de control depende mucho más de la indiferencia racial (que se define como una falta de compasión y de cuidado sobre la raza y los grupos raciales) que la hostilidad racial - una característica que comparte con sus predecesores en realidad.”
The New Jim Crow describe a las minorías oprimidas "sujetos a la discriminación legal en el empleo, la vivienda, beneficios públicos, y el servicio de jurado, al igual que sus padres, abuelos y bisabuelos lo sufrieron una vez". Alexander sostiene que el castigo severo sobre "las personas cuyo único delito es la adicción a las drogas o posesión de una pequeña cantidad de droga para uso recreativo se encuentran encerrados fuera de la corriente principal de la sociedad - de forma permanente - y, por lo tanto, pone de manifiesto la desigualdad presentado por el hecho de que" los negros son admitidos en la cárcel por cargos de drogas en una relación de veinte a cincuenta y siete veces mayor que la de los hombres blancos.
En una entrevista de 2012, Alexander explicó la historia del origen del libro. Trabajando en perfiles raciales en "Driving While Black" en Oakland con el ACLU, un afroamericano joven entró con un caso bien documentado de más de un año de detenciones repetidas por la policía con fechas y nombres. Escuchando su historia, Alexander cada vez sentía que tenía un caso de prueba. Entonces el hombre dijo de pasada que tenía una condena por drogas delito grave en su registro y Alexander dio marcha atrás. A su vez, el hombre construyó entonces una fuerte rabia hacia ella, diciendo, en efecto, "Soy inocente ..., sino que era sólo un [motivo de negociación [en EE. UU." e hizo que ella "no era mejor que la policía" y "Usted está loco si cree que va a encontrar a alguien aquí para desafiar a la policía, que no está ya 'en el sistema'?"; acabó por acechar a cabo, rompiendo sus notas a medida que iba. La experiencia señalada con Alexander creció. Impulsada en parte por más observaciones de eventos en Oakland. Y, ella ha tratado de encontrar de nuevo al joven, en parte para dedicarle el libro, pero hasta ahora no ha podido.
The New Jim Crow fue relanzado en 2012; y, ha recibido elogios significativos. Cuando en marzo de 2012 sale fue superventas The New York Times Best Seller list por 6 semanas; y, logró también ser 1º en la lista de superventas de Washington Post en 2012. El libro también ha sido tema de críticas y debates eruditos.
Desde 2015, los matriculados en la Brown University han leído The New Jim Crow como parte de las primeras lecturas del Programa iniciadas por la Oficina del Decano.
El profesor de clínica de derecho de la Universidad de Yale James Forman Jr., al tiempo que reconoce las muchas similitudes y puntos de vista en el uso de la analogía con Jim Crow, ha argumentado que Alexander exagera su caso, y deja de lado aspectos importantes en los que el nuevo sistema de encarcelamiento en masa es diferente. En uno de los papeles, Forman Jr. añade que Alexander es uno de una serie de autores que han exagerado su caso. Observa que su marco conceptual enfatiza en la guerra contra las drogas e ignora los crímenes violentos, afirmando que el análisis de Alexander es simplista demográficamente.

### Colores escondidos 2
Alexander apareció en los documentales Hidden Colors 2: The Triumph of Melanin (estrenado el 6 de diciembre de 2012), donde habla del impacto de las encarcelaciones en masa, en comunidades de color. Alexander explica: "Hoy  hay más adultos afroestadounidenses, bajo control correccional, en prisión o en reformatorios, en libertad condicional.

## 2016 elección
Alexander escribió un ensayo en febrero de 2016, en The Nation titulada "Por qué Hillary Clinton no Merece el Voto Negro", advirtiendo los contras que considera a esa candidata a la presidencia por sus historias de Clinton de políticas que han diezmado la América negra.

## Vida personal
En 2002, Alexander se casó con Carter Mitchell Stewart, un colega de la Escuela de Leyes de Stanford. Stewart en ese tiempo, era socio sénior en McCutchen, Doyle, Brown & Enersen, un buffet de abogados de San Francisco, y más tarde fue defensor oficial del Distrito Sur de Ohio. Tienen tres niños.

## Premios
- 2016: galardón Heinz en Políticas Públicas[21]

- 2017: la Oficina de Diversidad de la Universidad Estatal de Ohio, y el Premio Soñador Inclusión del Centro Cultural Frank W. Hale Jr. MLK - con 2.400 personas y la oradora invitada la Dra. Angela Davis celebrando vida y legado del Dr. King.[22]